# História genética do Sul da Ásia
A História Genética do Sul da Ásia é o estudo da genética e arqueogenética dos grupos étnicos do Sul da Ásia, com o objetivo de descobrir as suas histórias genéticas e origens. A localização geográfica do Subcontinente indiano torna a sua biodiversidade importante para o estudo da dispersão precoce dos humanos anatomicamente modernos pela Ásia.
Tendo como base as variações do DNA mitocondrial (mtDNA), a unidade genética em várias subpopulações sul-asiáticas mostra que a maioria dos nós ancestrais da árvore filogenética de todos os tipos de mtDNA se originaram no subcontinente indiano.  As conclusões de estudos baseados na variação do cromossomo Y e na variação autossômica do DNA têm sido variadas.
A composição genética dos modernos sul-asiáticos pode ser descrita como uma combinação de ancestralidades da Eurásia Ocidental com divergentes ancestralidades da Eurásia Oriental e dentre estas últimas incluem principalmente um componente autóctone sul-asiáticos denominado "Antigos Indianos Ancestrais do Sul" (abreviação AASI em inglês), o qual é remotamente relacionado aos andamaneses, bem como aos asiáticos orientais e aborígenes australianos, e inclui ainda adicionais e regionalmente variáveis componentes do Leste  e Sudeste Asiático.
A ancestralidade AASI é mais próxima da Eurásia Oriental, denominada componente S, extraída de amostras sul-asiáticas, especialmente aquelas da tribo irulas, e é geralmente encontrada em todos os grupos étnicos sul-asiáticos em graus variados. A ancestralidade da Eurásia Ocidental, especificamente um componente iraniano antigo, constitui a principal fonte da composição genética do Sul da Ásia e, combinada com vários graus de ancestralidade AASI, formou o Clinal da Periferia do Indo por volta de 5.400 a 3.700 a.C., que constitui a principal herança ancestral da maioria dos grupos modernos do Sul da Ásia. A ancestralidade da Periferia do Indo, por volta do segundo milênio a.C., misturou-se com outra ancestralidade da Eurásia Ocidental, o componente indo-iraniano, vindo das estepes da Ásia Central, predominantemente mediado por homens, para formar os Indianos Ancestrais do Norte (ANI em inglês), enquanto ao mesmo tempo contribuiu para a formação dos Indianos Ancestrais do Sul (ASI em inglês) por mistura com caçadores-coletores com maiores proporções de ancestrais relacionados ao AASI. O gradiente ANI-ASI, conforme demonstrado pela maior proporção de ANI em castas tradicionalmente superiores e falantes indo-europeus, que resultou da mistura entre o ANI e o ASI após 2000 a.C. em várias proporções, é denominado Clinal Indiano. O componente de ancestralidade do Leste Asiático constitui a principal ancestralidade entre os povos falantes de línguas tibeto-birmanesas e khasianas, e é geralmente restrito ao sopé do Himalaia e nordeste da Índia, com presença substancial também em povos falantes de línguas munda, bem como em algumas populações do norte, centro e leste do Sul da Ásia.

## Visão geral
Os modernos sul-asiáticos são descendentes de uma combinação de ancestralidades da Eurásia Ocidental (notadamente os componentes "fazendeiros neolíticos iranianos" e "pastores indo-iranianos") com um componente autóctone do sul da Ásia (denominado Antigos Indianos Ancestrais do Sul, abreviação "AASI"), distantemente relacionados com os andamaneses, bem como com os asiáticos orientais e os aborígenes australianos, bem como componentes variáveis regionais adicionais do Leste/Sudeste Asiático, respectivamente.

A linhagem proposta AASI, que supostamente representa a ancestralidade dos primeiros povos caçadores-coletores do subcontinente indiano, formou-se por volta de 40.000 a.C. Foi descoberto que os AASI são distinto dos grupos da Eurásia Ocidental (povos da Europa e Oriente Médio) e têm uma afinidade genética mais próxima com outros eurásiaticos orientais, como os andamaneses onge ou os asiáticos orientais. Baseado nisso, foi inferido que a linhagem AASI divergiu-se de outras linhagens da Eurásia Oriental, como os australásios e os povos do Leste e Sudeste Asiático, durante a sua dispersão utilizando uma rota do Sul. O povo andamanês está entre as populações modernas relativamente mais estreitamente relacionadas com o componente AASI e doravante usado como um proxy (imperfeito) para ele,  mas outros (Yelmen et al. 2019) observam que ambos divergem profundamente de entre si e propõem os grupos tribais do sul da Índia, como paniyas e irulas, como melhores representantes da ancestralidade indígena do sul da Ásia (AASI), embora observem que esses grupos tribais também carregam vários graus de mistura iraniana antiga. De acordo com Yang (2022):
Esta ancestralidade distinta do sul da Ásia, denominada linhagem dos "Antigos Indianos Ancestrais do Sul" (AASI), foi encontrada apenas em uma pequena porcentagem dos antigos e atuais sul-asiáticos. Os atuais onge das Ilhas Andaman são a melhor população de referência até o momento, mas Narasimhan et al. mostraram que a divergência entre a linhagem AASI e a ancestralidade encontrada nos atuais onges é muito profunda. A ancestralidade associada à linhagem AASI foi encontrada em níveis baixos em quase todas as populações indianas atuais.
Os dados genéticos mostram que o principal evento de fluxo genético da Eurásia Ocidental aconteceu durante o Neolítico, ou já durante o Holoceno. Há também evidências de que algumas ancestralidades relacionadas à Eurásia Ocidental chegaram ao Sul da Ásia anteriormente, durante o Paleolítico Superior (cerca de 40.000-30.000 a.C.)." A linhagem iraniana neolítica, que pode estar associada à disseminação das línguas dravidianas, constitui a principal fonte do pool genético do subcontinente indiano e contribuiu fundamentalmente para todos os modernos sul-asiáticos. Emparelhada com vários graus de mistura com os AASI, a antiga linhagem iraniana deu origem ao Clinal da Periferia do Indo, que é característico dos modernos sul-asiáticos e central na herança genética dessa parte da Ásia. Os dados genéticos sugerem que a linhagem específica relacionada aos iranianos antigos divergiu das linhagens neolíticas do Planalto iraniano há mais de 10.000 anos.  De acordo com uma equipe de investigação internacional liderada por paleogeneticistas da Universidade de Mainz (JGU), o principal componente ancestral dos sul-asiáticos deriva de uma população relacionada com agricultores neolíticos do Crescente Fértil oriental e Irã.
No segundo milênio a.C., a ancestralidade relacionada à Periferia do Indo misturou-se com o componente Yamnaya ou indo-iraniano, formando os Indianos Ancestrais do Norte (ANI), enquanto ao mesmo tempo contribuiu para a formação dos Indianos Ancestrais do Sul (ASI), pela mistura com caçadores-coletores mais ao sul com proporções mais altas de ancestralidades relacionadas aos AASI. A proximidade com as populações da Eurásia Ocidental é baseada no gradiente ANI-ASI, também denominado Clinal Indiano, com os grupos com maior ascendência ANI estando mais próximos dos Eurasiáticos  Ocidentais em comparação com as populações com maior ascendência ASI. Os grupos tribais do sul da Índia abrigam principalmente ancestrais ASI e ficam mais distantes dos grupos da Eurásia Ocidental na Análise de componentes principais em comparação com outros sul-asiáticos. O componente pastoril yamnaya ou indo-iraniano é encontrado em maior frequência entre os falantes de línguas indo-arianas, e é distribuído por todo o subcontinente indiano em menor frequência. Certas comunidades e grupos de castas do subcontinente do norte da Índia apresentam um pico de ancestralidade dos pastores das estepes ocidentais em quantidades semelhantes aos dos europeus do norte.
Um componente ancestral relacionado ao Leste Asiático constitui a principal ancestralidade entre os falantes de línguas tibeto-birmanesas e khasianas no sopé do Himalaia e nordeste da Índia, e também é encontrado com presença substancial em povos falantes de línguas mundari. De acordo com Zhang et al., as migrações de povos falantes de línguas austro-asiáticas do Sudeste Asiático para a Índia ocorreram após o último máximo glacial, há cerca de 10.000 anos, enquanto Arunkumar et al. sugerem que as migrações austro-asiáticas ocorreram para o Nordeste da Índia 5,2 ± 0,6 mil anos atrás e para o Leste da Índia 4,3 ± 0,2 mil anos atrás. Tätte et al. (2019) estimou que os povos falantes de línguas austro-asiáticas se misturaram à população indiana cerca de 2 mil a 3,8 mil anos atrás, o que pode sugerir a chegada do componente genético do Sudeste Asiático à área.
Descobriu-se que o nó ancestral da árvore filogenética de todos os haplogrupos de DNA mitocondrial normalmente encontrados na Ásia Central, Ásia Ocidental e na Europa também pode ser encontrado no Sul da Ásia em frequências relativamente altas. Estima-se que a divergência inferida deste nó ancestral comum tenha ocorrido há pouco menos de 50 mil anos. Na Índia, as principais linhagens maternas são vários subclados M, seguidos pelas sublinhagens R e U. Os tempos de coalescência desses haplogrupos mitocondriais foram aproximados até o momento em 50 mil anos atrás. 
Os principais haplogrupos de cromossomo Y dos sul-asiáticos são representados pelos haplogrupos afiliados à Eurásia Ocidental R1a, R2, H, L e J2. Uma minoria pertence ao Haplogrupo O-M175, afiliado à Eurásia Oriental, sendo esse haplogrupo restrito no Sul da Ásia sobretudo aos falantes de línguas austro-asiáticas e tibeto-birmanesas, enquanto H é amplamente restrito aos sul-asiáticos e R1a1, J2 e L, bem como um subclado de H (H2) são comumente encontrados entre as populações europeias e médio-orientais. Alguns pesquisadores argumentaram que o Haplogrupo R1a1 do cromossomo Y é de origem autóctone do sul da Ásia, mas as propostas para uma origem nas estepes da Ásia Central para o haplogrupo R1a1 também são bastante comuns e apoiadas por vários estudos mais recentes. Outros haplogrupos menores incluem subclados de Q-M242, G-M201, R1b, bem como Haplogrupo C-M130.
Estudos genéticos comparando oito marcadores STR baseados no cromossomo X, utilizando um gráfico de escala multidimensional (gráfico MDS), revelaram que os sul-asiáticos modernos, como indianos, paquistaneses, bengalis e cingaleses, agrupam-se próximos uns dos outros, mas também mais próximos dos europeus. Em contraste, os asiáticos do Sudeste e Leste Asiático e os africanos foram colocados em posições distantes, fora do cluster principal.

## DNA mitocondrial

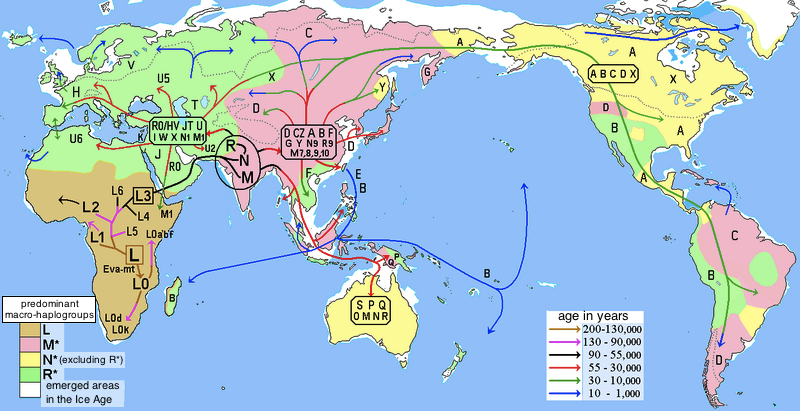
Migrações humanas e DNA mitocondrial

Os haplogrupos de DNA mitocondrial mais frequentes no Sul da Ásia são M, R e U, em que U é descendente de R.  Defendendo o "modelo rival do cromossomo Y" de longo prazo, Stephen Oppenheimer acredita que é altamente sugestivo que a Índia seja a origem dos haplogrupos de DNA mitocondrial da Eurásia, que ele chama de "Evas da Eurásia". De acordo com Oppenheimer, é altamente provável que quase todas as linhagens maternas humanas na Ásia Central, Oriente Médio e Europa descendam de apenas quatro linhas de DNA mitocondrial que se originaram no Sul da Ásia entre 50 e 100 mil anos atrás.

## Cromossomo Y

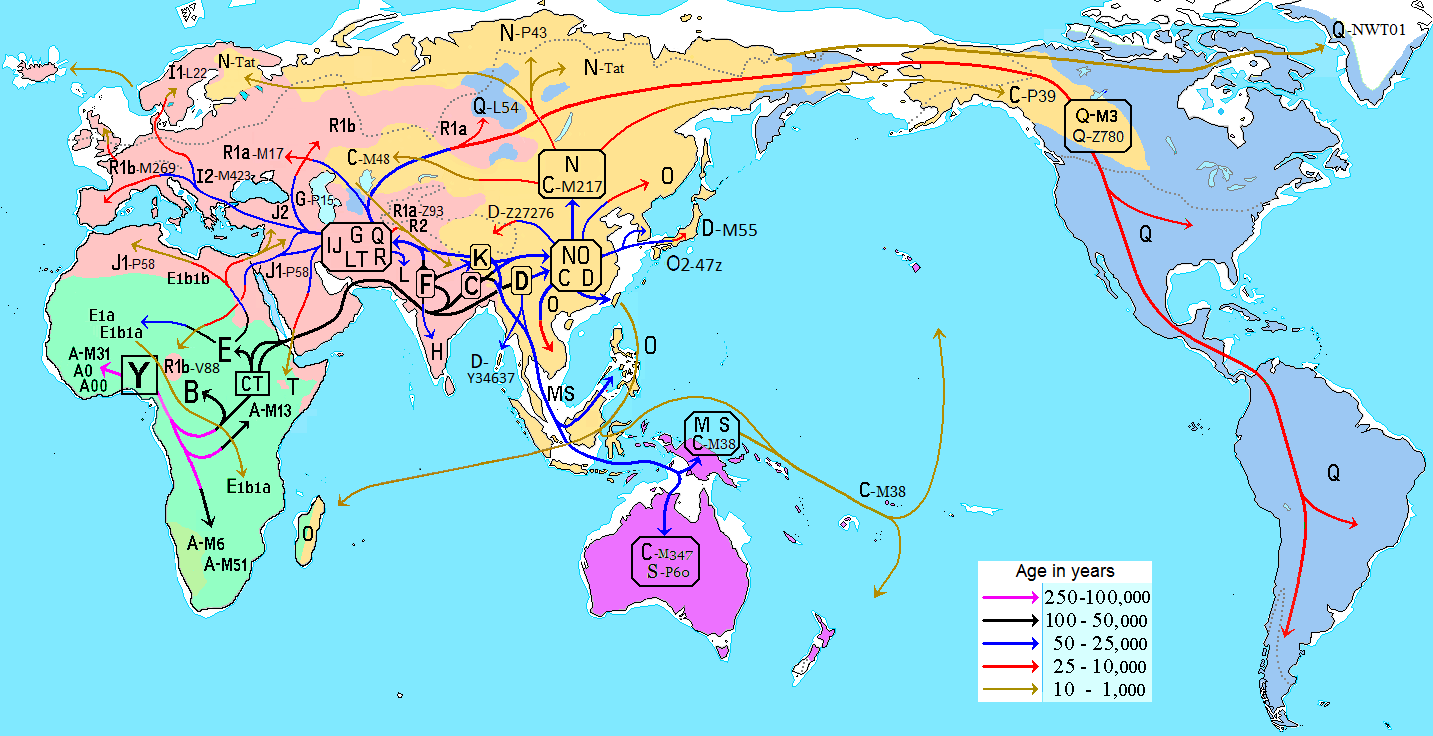
Migrações humanas e cromossomo Y

Os principais haplogrupos do cromossomo Y do Sul da Ásia são os haplogrupos H, J2, L, R1a1, R2, os quais são comumente encontrados entre outras populações da Eurásia Ocidental, como os povos do Oriente Médio ou europeus.     